# VG-10

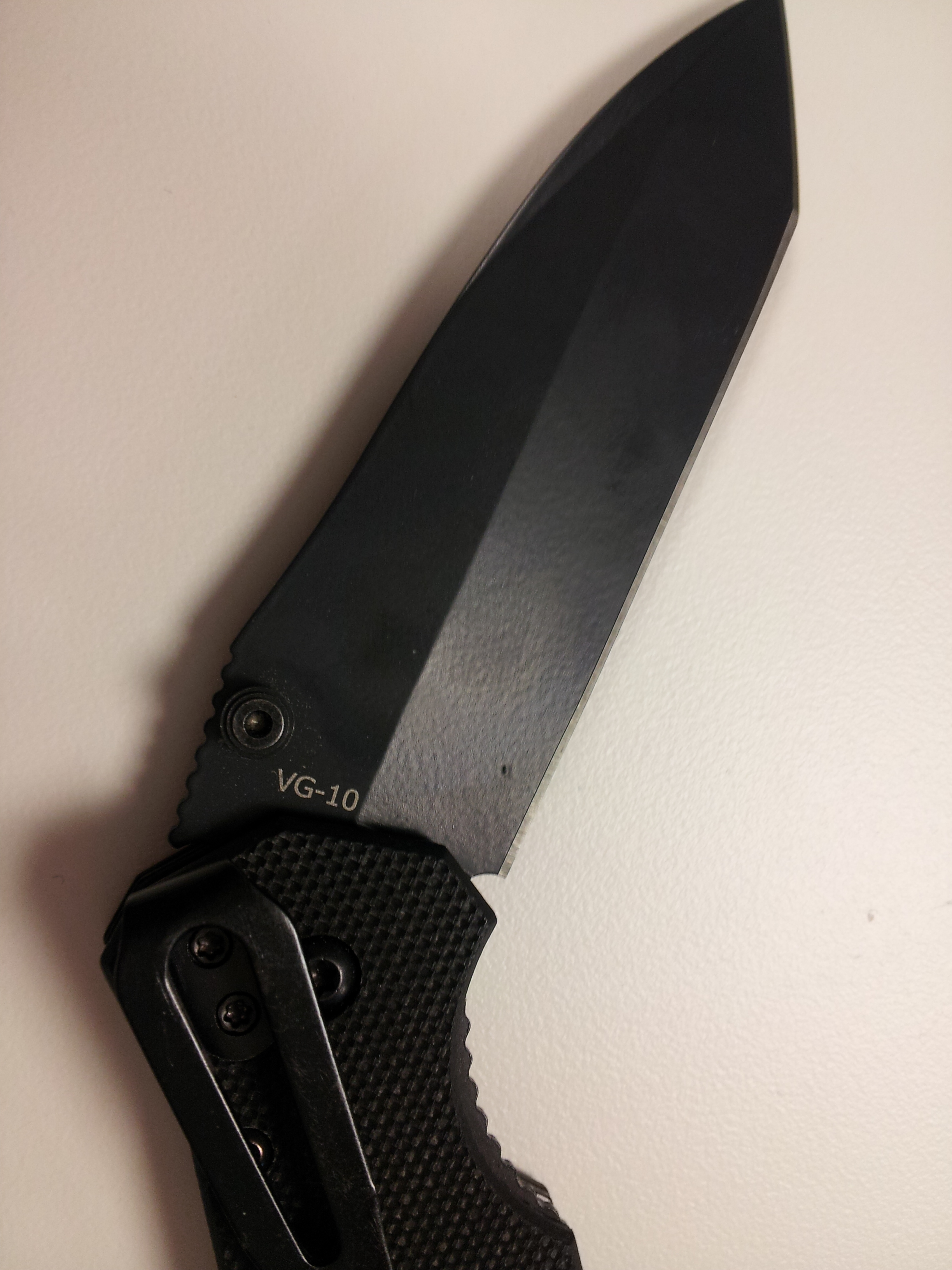
VG10 revêtue de Titanium Carbonitride.

Le VG-10 est un acier inoxydable de coutellerie produit au Japon. 

## Description
Son nom signifie V Gold 10 (« Gold » signifiant qualité), ou parfois V-Kin-10 (V金10号) (kin signifie or en japonais). C'est un acier inoxydable à haute teneur en carbone contenant 1 % de carbone, 15 % de chrome, 1 % de molybdène, 0,2 % de vanadium, 1,5 % de cobalt et 0,5 % de manganèse.
Le VG-10 en acier inoxydable a été conçu à l'origine par Takefu Special Steel Co. Ltd, basée à Takefu au Japon (l'ancien centre de coutellerie/artisanat d'Echizen). Takefu a également réalisé une autre version : VG10W, qui contient 0,4 % de tungstène. Presque toutes les lames de couteaux en acier du VG-10 ont été fabriquées au Japon.
Le VG-10 s'adressait à l'origine aux chefs japonais, mais il a également trouvé sa place dans la coutellerie de sport. Spyderco et Kizer ont également produit certains de leurs modèles les plus populaires à partir du VG-10, et Fällkniven utilise du VG-10 laminé dans nombre de leurs couteaux.